# Temple d'Atena Prònaia
El Temple d'Atena Prònaia (o Pronaia, “la que és davant del temple”) era un temple situat en l'antic emplaçament de Delfos. Es trobava en el Santuari d'Atena Prònaia, un grup d'edificis amb temples i tresors, així com el famós Tolos de Delfos. Es va construir tres vegades seguides. Els primers temples,  denominats A i B, van ser construïts durant el segle VII i VI abans de la nostra era, respectivament, amb tuf.

## Descripció
El Santuari d'Atena Prònaia (també escrit Pronaia, és a dir, 'la que és davant del temple'), es troba en el lloc anomenat Marmaria (Marbres), a uns 1.500 m a l'est del gran Hieron d'Apol·lo. Està situat sota el camí que conduïa els pelegrins que arribaven a Delfos per terra per a consultar l'Oracle. El santuari rebé el nom de Pronaia perquè és el primer lloc que troba el visitant que arriba a Delfos a peu des de la via oriental, d'ací aquest nom.
Les excavacions han demostrat que ací hi hagué un culte anterior, possiblement dedicat a la dea Gea (Terra). La majoria de figuretes micèniques exposades en el Museu Arqueològic de Delfos, inclosa la notable figura seguda sobre un trípode, es van trobar ací. És possible que fossen exvots (ofrenes).

### Temple A
El primer temple dedicat a Atena era de pedra grisa porosa (tuf). Es va construir en el segle vii ae. Probablement seria el primer temple dòric. Se n'han conservat dotze columnes, així com els fonaments, el crepidoma i l'estilòbat. El capitell era curt i les estries de les columnes poc profundes.
Aquest temple va ser destruït en la primera meitat del segle vi ae, potser a conseqüència d'un terratrèmol.

### Temple B

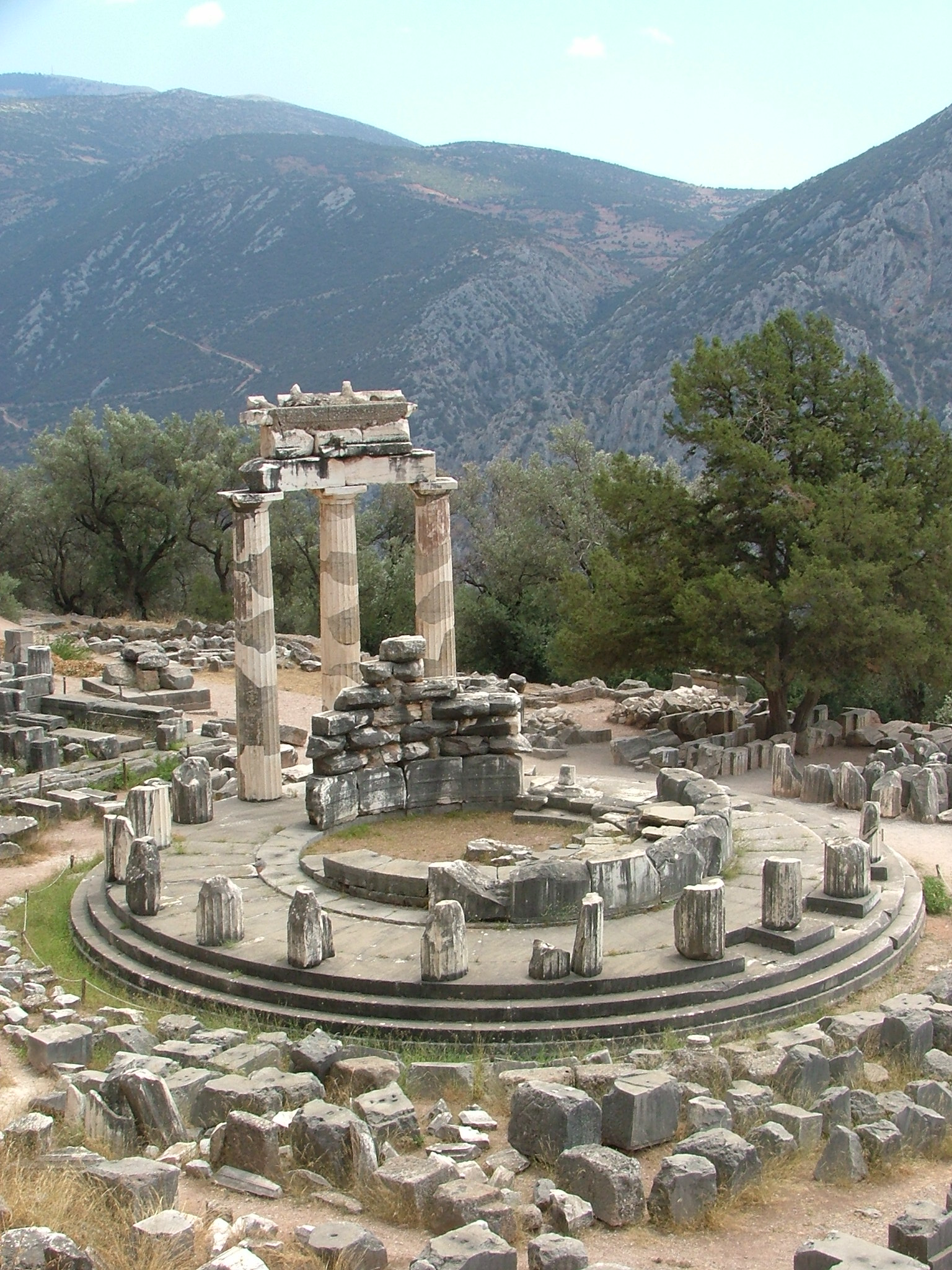
Tolos de Delfos en el Santuari d'Atena Prònaia. 370-360 ae

Després de la destrucció del Temple A, es va erigir un altre temple, anomenat Temple B, al mateix indret. S'hauria construït cap a l'any 510 ae, probablement com a part d'un programa de construcció iniciat pels Alcmeònides (una família noble d'Atenes) per a restaurar un grup de monuments.
Aquest segon temple (de 13,25 m x 27,46 m) també es va construir amb pedra porosa (tuf). Era un temple perípter, format per 12 columnes als costats llargs i 6 columnes als costats estrets. Estava decorat amb figures de terracota d'Atena i Nice (dea de la victòria) a les mètopes, als frontons i als acroteris.
Quan s'excavà el temple, encara es conservaven 15 columnes a certa altura, però van ser destruïdes per la caiguda d'una pedra al 1905. Segons uns investigadors, aquest temple continuà existint fins i tot després de la construcció d'un tercer temple, perquè se n'han trobat restes de restauració.
Es van descobrir bocins de marbre d'un cap d'Atena, que ara s'exposen al museu. S'atribueixen a l'estàtua de culte d'Atena, situada al naos del temple.

### Temple C

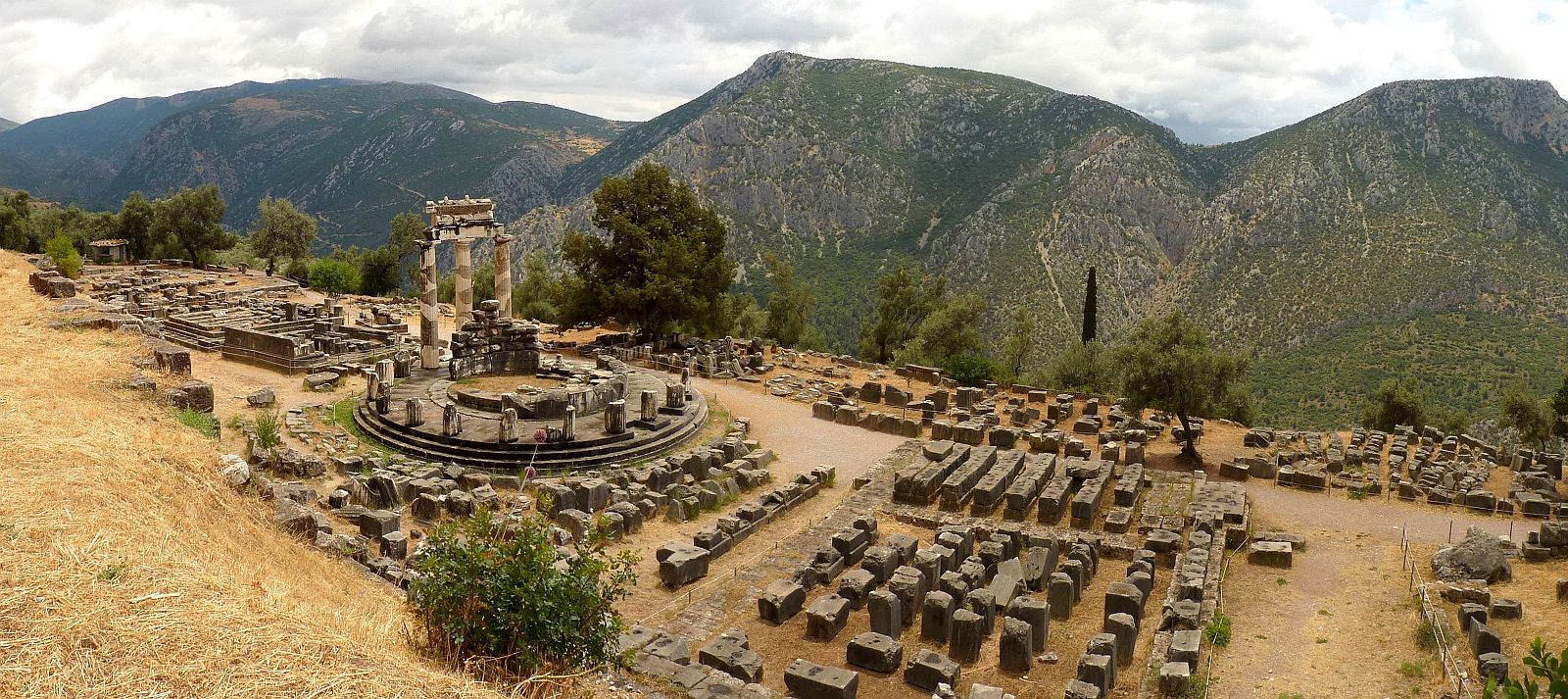
Vista panoràmica del jaciment ara

Un tercer temple, construït en pedra calcària, s'hi va erigir cap al 360 abans de la nostra era.
Aquest temple estava situat a l'oest de la terrassa que suportava tot el conjunt de Marmaria. Tot i que només se'n veuen els fonaments, la planta ha estat totalment restaurada. Es basava en una guixeria de tres nivells. És un temple pròstil in antae amb sis columnes a la façana. Tenia naos i vestíbul. El naos estava separat del pronaos per una porta d'ordre jònic. Al llarg de la paret de darrere hi havia estàtues sobre bases, algunes segurament s'hi col·locaren en una data posterior.
Sembla que el temple no tenia decoració esculpida, tret dels acroteris que, malauradament, no s'han conservat. Aquesta absència de decoració podria explicar-se pel fet que el temple estava situat a prop del tolos, construït unes dècades abans, que estava ricament decorat. L'arquitectura no decorada del Temple C creava així un contrast.
El geògraf Pausànias descriu el temple en el segle ii durant la seua visita a Delfos: «Entrant a la ciutat, hi ha un rere l'altre diversos temples: el primer estava en ruïnes; el següent estava buit d'imatges i d'estàtues; el tercer tenia estàtues de retrat d'alguns emperadors romans, i el quart es diu d'Atena Pronoia... Quant a un escut d'or donat per Cresos de Lídia a Atena Prònaia, els de Delfos deien que el va robar Filomel». Aquests quatre temples esmentats per Pausànias són: el de tuf, un perípter dori, a l'est; els dos dels tresors de marbre, dels quals el dòric fou potser construït per Atenes en el segle IV ae, i el segon per Masalia (en aquest devien ser les estàtues d'emperadors citades per Pausànias, tot i que podrien ser en el tolos); i el temple de calcària, que és el de la Prònaia. En el text de Pausànias, apareix canviat en Pronoia 'Provident'. Respecte a l'escut esmentat en la cita de Pausànias, s'hi refereix també Heròdot.

### Hipòtesi d'un Temple d'Àrtemis
És possible, però, que el darrer temple de pedra calcària no estigués dedicat a Atena, sinó a la dea Àrtemis. Alguns investigadors han plantejat aquesta hipòtesi per diverses diferències identificades entre el testimoniatge de Pausànias i els edificis revelats per les excavacions d'entre el 1900 i el 1902.
És el cas, en concret, de l'arquitecte i arqueòleg Didier Laroche, per a qui en seria més aviat un Temple d'Àrtemis. De fet, l'historiador grec Diodor de Sicília esmenta en la seua obra un Temple d'Àrtemis a Delfos, que encara no s'ha trobat pas.
Per a Laroche, el Santuari d'Atena s'hauria limitat a la terrassa que sosté el temple, així com als altars situats a l'est. Com Àrtemis i Atena se solien associar (se'n deia “les verges blanques”), és possible que el darrer temple se'n construís a l'oest per simetria i que estigués dedicat a la dea Àrtemis. La majoria d'estudiosos, però, l'atribueixen tradicionalment a Atena.

## Derivació en Temple d'Atena Prònaia

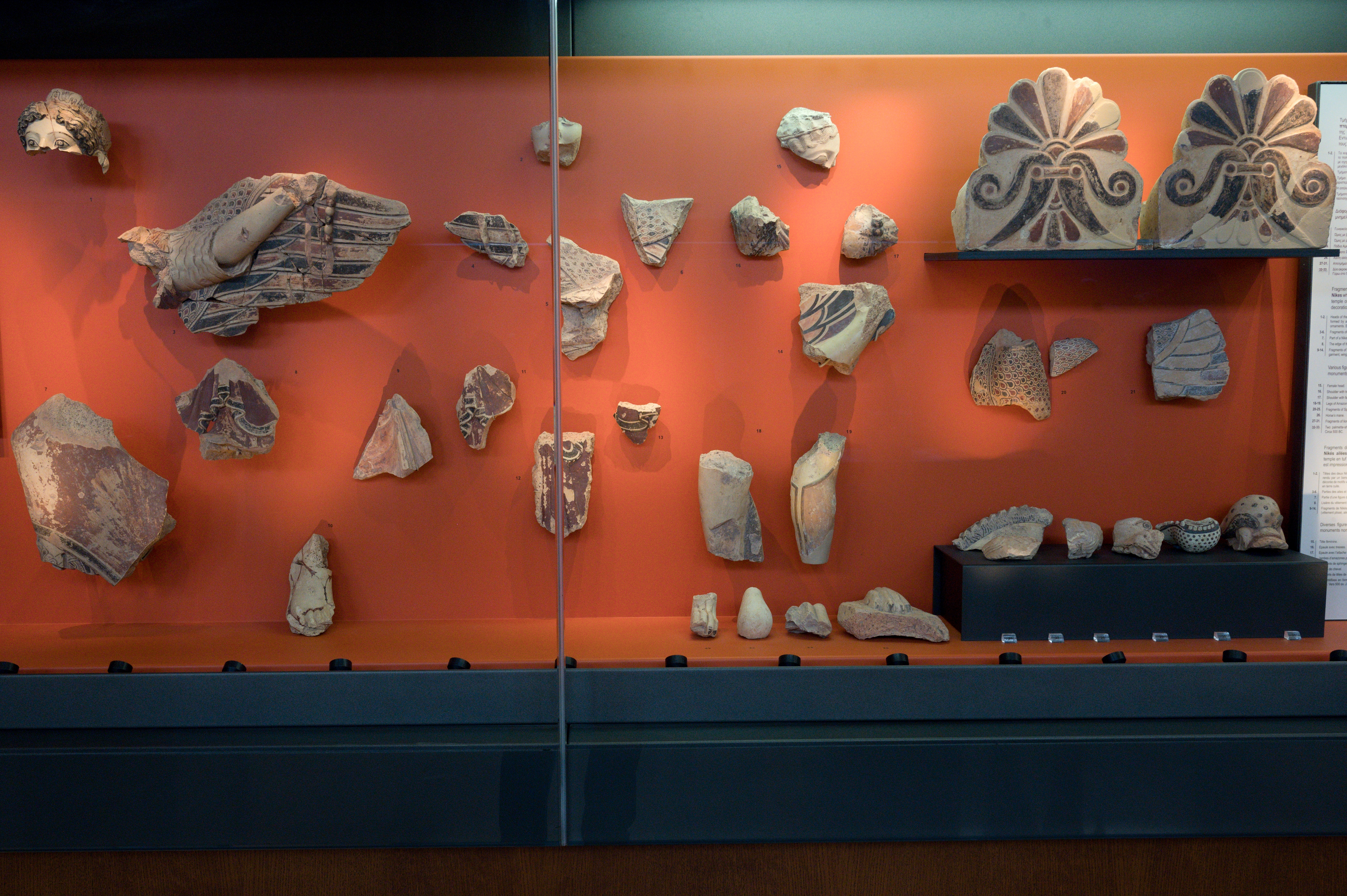
Decoracions de l'acroteri de terracota del Temple d'Atena Pronaia. Museu Arqueològic de Delfos

Segons Hélène Walter, professora d'arqueologia i història de l'art, el temple va passar a dir-se Temple d'Atena Pronaia ('Proveïdora' o 'Provisió') a partir del segle iv ae.
L'origen d'aquesta nova denominació és incert. Una hipòtesi molt estesa n'és que es tracta d'un joc de paraules que estava de moda entre els atenesos de llavors. Com explica el professor d'arqueologia Charles Picard, en la mitologia grega Atena havia vetlat pel naixement de Leto, així com pel d'Apol·lo, i això explicaria l'epiclesi de la Provisió.
En el seu discurs Sobre el Rei Sol, l'emperador Julià l'Apòstata afirma que «Els antics (grecs) havien associat Atena-Providència amb Apol·lo».
Els arqueòlegs francesos Robert Demangel i Georges Daux assenyalen, però, que la qüestió de l'epiclesi Pronaia o Pronoia continuava debatent-se al començament del segle xx.